# Чемпионат мира по плаванию в ластах 2013
17-й чемпионат мира по плаванию в ластах проводился с 5 по 12 августа 2013 года в Казани.

## Распределение наград
*   Хозяин турнира
| Место | Страна           | Золото | Серебро | Бронза | Всего |
| ----- | ---------------- | ------ | ------- | ------ | ----- |
| 1     | Россия*          | 13     | 9       | 7      | 29    |
| 2     | Китай            | 7      | 4       | 1      | 12    |
| 3     | Украина          | 3      | 9       | 3      | 15    |
| 4     | Италия           | 3      | 3       | 4      | 10    |
| 5     | Колумбия         | 3      | 1       | 3      | 7     |
| 5     | Венгрия          | 3      | 1       | 3      | 7     |
| 7     | Германия         | 2      | 2       | 2      | 6     |
| 8     | Греция           | 1      | 1       | 2      | 4     |
| 9     | Чехия            | 1      | 0       | 1      | 2     |
| 10    | Республика Корея | 0      | 3       | 5      | 8     |
| 11    | Беларусь         | 0      | 2       | 0      | 2     |
| 12    | Франция          | 0      | 1       | 2      | 3     |
| 13    | Эстония          | 0      | 0       | 2      | 2     |
| 14    | Венесуэла        | 0      | 0       | 1      | 1     |
| 14    | Египет           | 0      | 0       | 1      | 1     |
| Всего | Всего            | 36     | 36      | 38     | 110   |

## Медалисты

### Мужчины
| Дисциплина                  | Золото | Золото      | Серебро                                                                   | Серебро    | Бронза | Бронза     |
| --------------------------- | --- | ----------- | ------------------------------------------------------------------------- | ---------- | --- | ---------- |
| 50 м в ластах               | Маурицио Фернандес · Колумбия                                                                                           | 15.17 WR    | Павел Кабанов · Россия                                                    | 15.30      | Лукас Карецопулос · Греция                                                                                | 15.84      |
| 100 м в ластах              | Лукас Карецопулос · Греция                                                                                              | 34.54       | Уильям Пол Болдуин · Греция                                               | 35.07      | Чезаре Фумарола · Италия                                                                                  | 35.14      |
| 200 м в ластах              | Хуан Фернандо Окампо · Колумбия                                                                                         | 01:20.61    | Дмитрий Кокорев · Россия                                                  | 01:21.14   | Андреа Нава · Италия                                                                                      | 01:21.15   |
| 400 м в ластах              | Евгений Смирнов · Россия                                                                                                | 02:56.93 WR | Макс Лаушус · Германия                                                    | 02:58.73   | Денеш Канио · Венгрия                                                                                     | 02:58.85   |
| 800 м в ластах              | Макс Лаушус · Германия                                                                                                  | 06:19.81    | Александр Одиноков · Украина                                              | 06:19.97   | Алексей Шафигулин · Россия                                                                                | 06:23.80   |
| 1500 м в ластах             | Алексей Шафигулин · Россия                                                                                              | 12:22.34    | Александр Одиноков · Украина                                              | 12:36.12   | Дмитрий Лобченко · Россия                                                                                 | 12:36.19   |
| 50 м в классических ластах  | Якуб Яролим · Чехия | 19.08       | Виктор Кондратьев · Россия                                                | 19.13      | Азиз Фигарелла · Венесуэла                                                                                | 19.27      |
| 100 м в классических ластах | Сергей Селезнёв · Россия                                                                                                | 42.61 WR    | Дмитрий Гаврилов · Беларусь                                               | 42.80      | Якуб Яролим · Чехия                                                                                       | 42.87      |
| 200 м в классических ластах | Гергей Косина · Венгрия                                                                                                 | 1:36.07     | Дмитрий Гаврилов · Беларусь                                               | 1:36.60    | Александр Иванець · Россия                                                                                | 1:37.49    |
| 50 м в ластах, ныряние      | Павел Кабанов · Россия                                                                                                  | 14.05       | Ли Кван Хо · Республика Корея                                             | 14.18      | Маурисио Фернандес · Колумбия · Лукас Карецопулос · Греция                                                | 14.28      |
| 100 м с аквалангом          | Павел Кабанов · Россия                                                                                                  | 31.60       | Маурицио Фернандес · Колумбия                                             | 31.96      | Ли Кван Хо · Республика Корея                                                                             | 32.23      |
| 400 м с аквалангом          | Чень Чи · Китай | 2:43.37     | Денис Грубник · Украина                                                   | 2:44.03    | Кристоф Ёфнер · Германия                                                                                  | 2:47.46    |
| 800 м с аквалангом          | Женбо Тонг · Китай | 5:49.60     | Денис Грубник · Украина                                                   | 5:51.20    | Бенджамин Хамелин · Франция                                                                               | 5:57.00    |
| Эстафета 4×100 м в ластах   | Павел Кабанов (34.90) · Алексей Казанцев (34.91) · Андрей Барабаш (34.68) · Дмитрий Кокорев (34.59) · Россия            | 2:19.08 WR  | Чезаре Фумарола · Стефано Фиджини · Кевин Занарди · Андреа Нава · Италия  | 2:19.80    | Маурисио Фернандес · Хуан Родригес Лопес · Хуан Родригес Гонсалес · Ромеро Леонидас Хуан Пабло · Колумбия | 2:20.51    |
| Эстафета 4×200 м в ластах   | Макс Лаушус (1:21.03) · Флориан Критцлер (1:21.21) · Кристоф Ёфнер (1:21.91) · Ян Малковски (1:22.18) · Германия        | 5:26.33 WR  | Андреа Нава · Чезаре Фумарола · Кевин Занарди · Стефано Фиджини · Италия  | 5:27.75    | Хуан Родригес Гонсалес · Александр Химинес · Ромеро Леонидас Хуан Пабло · Хуан Фернандо Окампо · Колумбия | 5:31.17    |
| 6000 м                      | Давид Де Челье · Италия                                                                                                 | 53:07.08    | Томас Муя · Франция                                                       | 53:22.26   | Роман Благодир · Украина                                                                                  | 53:22.28   |
| 20000 м                     | Давид Де Челье · Италия                                                                                                 | 3:13:58.33  | Алекс Баттиста · Италия                                                   | 3:19:12.75 | Хешам Халед Седик · Египет                                                                                | 3:25:10.37 |
| Эстафета 4×3000 м           | Алексей Шафигулин (25:24.13) · Дмитрий Журман (26:56.13) · Илья Тимофеев (27:07.17) · Роман Малетин (26:26.99) · Россия | 1:46:24.42  | Христиан Хора · Кристоф Ёфнер · Флориан Критцлер · Макс Лаушус · Германия | 1:46:54.37 | Рикардо Кампана · Алекс Баттиста · Джанлука Аллегретти · Давид Де Челье · Италия                          | 1:47:00.13 |

### Женщины
| Дисциплина                  | Золото | Золото      | Серебро                                                                                | Серебро    | Бронза                                                                    | Бронза     |
| --------------------------- | --- | ----------- | -------------------------------------------------------------------------------------- | ---------- | ------------------------------------------------------------------------- | ---------- |
| 50 м в ластах               | Хуаншан Сю · Китай | 17.58       | Е Сол Янг · Республика Корея                                                           | 17.67      | Ксения Беломестнова · Эстония · Патрисия Фогель · Германия                | 18.09      |
| 100 м в ластах              | Грейс Фернандес · Колумбия | 39.77       | Вера Илюшина · Россия                                                                  | 39.95      | Е Сол Янг · Республика Корея                                              | 40.24      |
| 200 м в ластах              | Василиса Кравчук · Россия | 1:28.28     | Валерия Барановская · Россия                                                           | 1:29.51    | Бо Кюнг Ким · Республика Корея                                            | 1:30.90    |
| 400 м в ластах              | Василиса Кравчук · Россия | 3:14.32     | Сунь Итин · Китай                                                                      | 3:16.06    | Яна Трофимец · Украина                                                    | 3:17.50    |
| 800 м в ластах              | Сунь Итин · Китай | 6:50.67     | Яна Трофимец · Украина                                                                 | 6:51.99    | Надежда Борисова · Россия                                                 | 6:58.68    |
| 1500 м в ластах             | Яна Трофимец · Украина | 13:12.73 ER | Надежда Борисова · Россия                                                              | 13:19.95   | Лю Цзяо · Китай                                                           | 13:29.13   |
| 50 м в классических ластах  | Петра Сенански · Венгрия | 21.83 WR    | Ирина Воднева · Россия                                                                 | 22.40      | Елизавета Мельникова · Россия                                             | 22.49      |
| 100 м в классических ластах | Петра Сенански · Венгрия | 47.27 WR    | Ирина Воднева · Россия                                                                 | 48.14      | Кристина Варга · Венгрия                                                  | 48.90      |
| 200 м в классических ластах | Виталина Симонова · Россия | 1:43.43 WR  | Петра Сенански · Венгрия                                                               | 1:43.79    | Кристина Варга · Венгрия                                                  | 1:46.35    |
| 50 м ныряние                | Катерина Делова · Украина | 16.31       | Е Сол Янг · Республика Корея                                                           | 16.32      | Камилла Хейтц · Франция                                                   | 16.43      |
| 100 м с аквалангом          | Хуаншан Сю · Китай | 35.41       | Яки Лин · Китай                                                                        | 37.06      | Катерина Делова · Украина                                                 | 37.36      |
| 400 м с аквалангом          | Сунь Итин · Китай | 3:01.99     | Лю Цзяо · Китай                                                                        | 3:04.83    | Елена Смирнова · Эстония                                                  | 3:11.23    |
| 800 м с аквалангом          | Лю Цзяо · Китай | 6:20.70     | Сунь Итин · Китай                                                                      | 6:26.15    | Вера Яровицкая · Россия                                                   | 6:31.67 ER |
| Эстафета 4×100 м            | Василиса Кравчук (39.66) · Валерия Барановская (39.54) · Елена Кононова (40.34) · Вера Илюшина (39.92) · Россия                  | 2:38.46 ER  | Анастасия Антоняк · Маргарита Артюшенко · Ольга Шляховская · Катерина Делова · Украина | 2:39.82    | Е Сол Янг · Мун Хён Им · Гаин Ким · Бо Кюнг Ким · Республика Корея        | 2:41.63    |
| Эстафета 4×200 м            | Валерия Барановская (1:28.33) · Елена Кононова (1:31.87) · Вера Илюшина (1:29.39) · Василиса Кравчук (1:29/59) · Россия          | 5:59.12 WR  | Анастасия Антоняк · Ольга Шляховская · Ольга Годована · Яна Трофимец · Украина         | 6:07.33    | Гаин Ким · Мун Хён Им · Е Сол Янг · Бо Кюнг Ким · Республика Корея        | 6:13.33    |
| 6000 м                      | Татьяна Красногор · Украина | 58:04.15    | Марина Умеренко · Россия                                                               | 58:16.03   | Елена Осмольская · Россия                                                 | 58:27.75   |
| 20000 м                     | Наоми Мелотти · Италия | 3:25:45.46  | Татьяна Красногор · Украина                                                            | 3:26:26.04 | Александра Вардиева · Россия                                              | 3:31:18.32 |
| Эстафета 4×3000 м           | Анастасия Красненкова (28:37.13) · Медея Кабанова (28:51.30) · Марина Умеренко (29:02.25) · Елена Осмольская (27:57.03) · Россия | 1:54:27.71  | Татьяна Красногор · Евгения Олейникова · Светлана Жукова · Яна Трофимец · Украина      | 1:54:38.31 | Наоми Мелотти · Элиза Гибилео · Сильвия Барончини · Сара Туррини · Италия | 1:58:00.90 |